# Chi Cạp nia
Chi Cạp nia (Bungarus) là một chi rắn thuộc họ Rắn hổ (Elapidae) có nọc độc, tìm thấy chủ yếu ở Ấn Độ và Đông Nam Á. Chi này có 15 loài và 8 phân loài. Các tên gọi phổ biến trong tiếng Việt là rắn cạp nong, cạp nia, mai gầm, hổ khoang v.v.

## Phân bố
Các loài cạp nong, cạp nia được tìm thấy chủ yếu tại tiểu lục địa Ấn Độ (bao gồm cả Sri Lanka và miền đông Pakistan) và Đông Nam Á (bao gồm cả Indonesia Việt Nam và Borneo).

## Miêu tả

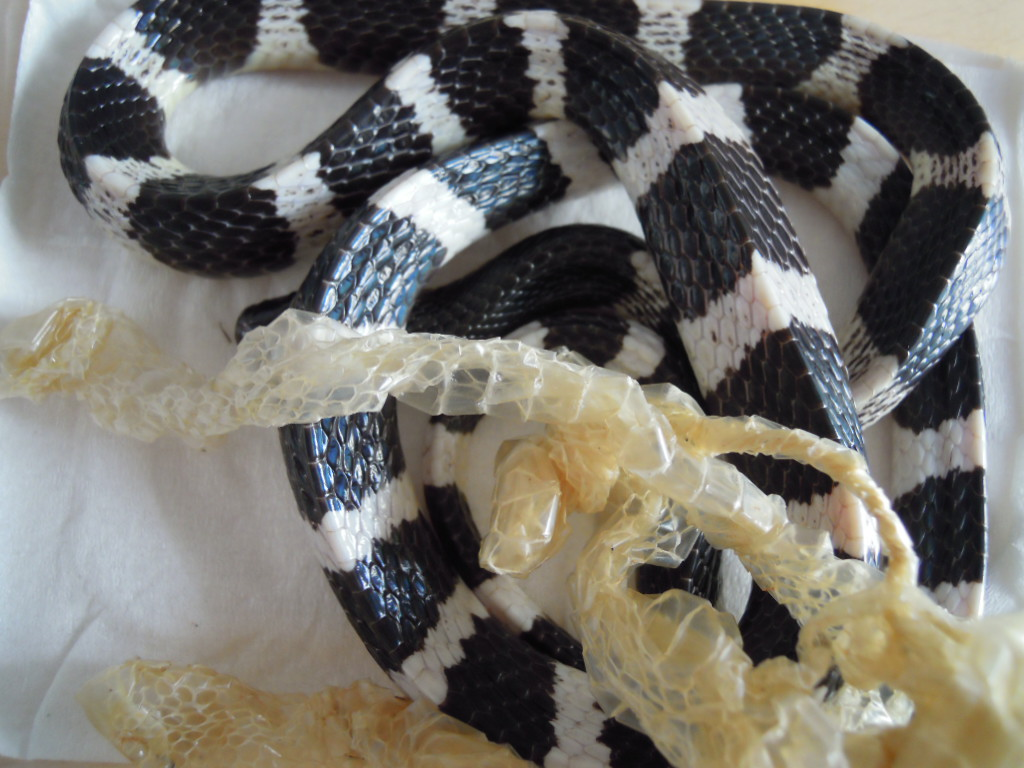
Cạp nia bắc

Các loài rắn này thường có chiều dài khoảng 1-1,5 m, mặc dù có cá thể dài tới 2 m đã được quan sát thấy. Cạp nong (B. fasciatus) có thể dài tới 2,5 m. Phần lớn các loài rắn này có lớp vảy trơn và bóng được sắp xếp thành các khoang đậm màu, bao gồm các khoang đen và khoang màu sáng xen kẽ. Điều này giúp chúng ngụy trang khá tốt tại môi trường sinh sống của chúng tại các đồng cỏ và các cánh rừng có nhiều bụi rậm. Các vảy dọc theo sống lưng có hình lục giác. Đầu thon mảnh và các mắt có con ngươi tròn. Chúng có tiết diện ngang hình tam giác và phẳng ở phần lưng-hông. Đuôi hẹp dần thành điểm nhọn.

## Sinh sản
Chúng là loại động vật đẻ trứng và rắn cái đẻ khoảng 6 -12 trứng trong ổ bằng lá cây và sống ở đó cho đến khi trứng nở.

## Thức ăn và hành vi
Các loài rắn trong chi này là các loại động vật ăn thịt rắn, con mồi chủ yếu của chúng là các loài rắn khác (bao gồm cả những loài có nọc độc) và chúng ăn thịt cả đồng loại. Chúng cũng ăn thịt cả các loài thằn lằn nhỏ.
Tất cả các loài thuộc chi này đều kiếm ăn về đêm. Ban ngày chúng khá hiền lành, nhưng trở nên hung dữ hơn về đêm. Tuy nhiên, nói chung chúng khá nhút nhát và thông thường hay ẩn giấu đầu của chúng trong phần thân được cuộn tròn lại để tự vệ. Trong tư thế như vậy, đôi khi chúng sẽ quất đuôi như một dạng của sự tiêu khiển và cảnh báo.

## Nọc độc
Các loài trong chi Bungarus có nọc độc với độc tính đối với hệ thần kinh, có hiệu lực cao hơn nhiều lần so với nọc rắn hổ mang. Cú cắn của chúng rất nguy hiểm và gây ra trụy hệ hô hấp đối với nạn nhân. Trước khi có thuốc chữa rắn cắn có tác dụng được điều chế ra, thì tỷ lệ tử vong của nạn nhân lên tới 75%. Vì các vết cắn của chúng ít khi sưng hay đau nhiều, nạn nhân có thể nhận được cấp cứu quá trễ sau khi triệu chứng tê liệt thần kinh đã bột phát ; một điều may mắn là chúng rất ít khi hung hãn. Năm 2001, tiến sĩ Joe Slowinski đã bị một con cạp nia non cắn trong khi tiến hành nghiên cứu thực địa về chúng tại Myanma, do không kịp nhận sự hỗ trợ y tế nên đã tử vong.

## Các loài
| Loài                | Tác giả                                                                  | Số lượng phân loài* | Tên gọi                                                                     | Khu vực |
| ------------------- | ------------------------------------------------------------------------ | ------------------- | --------------------------------------------------------------------------- | --- |
| B. andamanensis     | Biswas & Sanyal, 1978                                                    | 0                   | Cạp nia nam Andaman                                                         | Ấn Độ (quần đảo Andaman) |
| B. bungaroides      | (Cantor, 1839)                                                           | 0                   | Cạp nia miền đồi đông bắc                                                   | Myanma, Ấn Độ (Assam, Cachar, Sikkim), Nepal, Việt Nam |
| B. caeruleusT       | (Schneider, 1801)                                                        | 0                   | Cạp nia Ấn Độ                                                               | Afghanistan, Pakistan, Ấn Độ (Maharashtra, Karnataka), Sri Lanka, Bangladesh, Nepal |
| B. candidus         | (Linnaeus, 1758)                                                         | 0                   | Cạp nia nam, mai gầm bạc, rắn hổ khoang, rắn vòng bạc                       | Campuchia, Indonesia (Java, Sumatra, Bali, Sulawesi), Malaysia (Malaya), Singapore, Thái Lan, Việt Nam |
| B. ceylonicus       | Günther, 1864                                                            | 2                   | Cạp nia Ceylon                                                              | Sri Lanka |
| B. fasciatus        | (Schneider, 1801)                                                        | 0                   | Cạp nong, mai gầm vàng, rắn đen vàng, rắn vòng vàng, rắn hai đầu            | Bangladesh, Brunei, Myanma, Campuchia, miền nam Trung Quốc (bao gồm Hồng Kông, Hải Nam, Ma Cao), đông bắc Ấn Độ, Bhutan, Nepal, Indonesia (Sumatra, Java, Borneo), Lào, Malaysia (Malaya và miền đông Malaysia), Singapore, Thái Lan, Việt Nam |
| B. flaviceps        | Reinhardt, 1843                                                          | 2                   | Cạp nong đầu đỏ, cạp nia đầu vàng                                           | Nam Thái Lan, nam Myanma, Campuchia, Việt Nam, bán đảo Mã Lai, Pulau Tioman, Indonesia (Bangka, Sumatra, Java, Billiton, Borneo) |
| B. lividus          | Cantor, 1839                                                             | 0                   | Cạp nia đen nhỏ                                                             | Ấn Độ, Bangladesh, Nepal |
| B. magnimaculatus   | Wall và Evans, 1901                                                      | 0                   | Cạp nia Myama                                                               | Myanma |
| B. multicinctus     | Blyth, 1861                                                              | 2                   | Cạp nia bắc, mai gầm bạc, kim tiền bạch hoa xà, rắn hổ khoang, rắn vòng bạc | Đài Loan, miền nam Trung Quốc (gồm Hồng Kông, Hải Nam), Myanma, Lào, miền bắc Việt Nam, Thái Lan |
| B. niger            | Wall, 1908                                                               | 0                   | Cạp nia đen                                                                 | Ấn Độ (Assam, Sikkim), Nepal, Bangladesh, Bhutan |
| B. persicus         | Abtin, Nilson, Mobaraki, Hooseini & Dehgannejhad, 2014                   | 0                   |                                                                             | Iran (Baluchistan) |
| B. sindanus         | Boulenger, 1897                                                          | 2                   | Cạp nia Sind                                                                | đông nam Pakistan, tây bắc Ấn Độ |
| Bungarus slowinskii | U. Kuch, D. Kizirian, N. Q. Truong, R. Lawson, M. A. Donnelly và D. Mebs | 0                   | Cạp nia (nong) sông Hồng                                                    | Miền bắc Việt Nam |
| B. walli            | Wall, 1907                                                               | 0                   | Cạp nia Wall                                                                | trung nam Ấn Độ (Uttar Pradesh), Nepal, Bangladesh. |

*) Bao gồm cả nguyên chủng
T) Loài điển hình.